# Bíňovce
Bíňovce es un municipio del distrito de Trnava en la región de Trnava, Eslovaquia, con una población estimada a final del año 2024 de 639 habitantes.
Se encuentra ubicado en el centro de la región, cerca del río Váh (cuenca hidrográfica del Danubio) y de la frontera con la región de Bratislava.

## Demografía
| Año        | 1994 | 2004    | 2014    | 2024    |
| ---------- | ---- | ------- | ------- | ------- |
| Población  | 647  | 654     | 663     | 639     |
| Diferencia |      | +1,08 % | +1,37 % | −3,61 % |

| Año        | 2023 | 2024 |
| ---------- | ---- | ---- |
| Población  | 639  | 639  |
| Diferencia |      | +0 % |